# کریستین رایف
کریستین رایف (آلمانی: Christian Reif؛ زادهٔ ۲۴ اکتبر ۱۹۸۴) ورزشکار پرش طول اهل آلمان است.
وی در مسابقات کشوری و بین‌المللی در مجموع برندهٔ ۱ مدال طلا، ۲ مدال برنز شده‌است.